# My Friend Grompf
My Friend Grompf (Originaltitel: Mon Ami Grompf) ist eine französische Zeichentrickserie, die 2011 produziert wurde. Die Handlung basiert auf der gleichnamigen Comicreihe von Nob.

## Handlung
Arthur ist ein einsamer Junge. Daher hat sein Vater die Idee ihm ein Haustier zu schenken. Dabei gerät er an das seltsame Wesen Yeti, welches als tibetanischer Zwergaffe angepriesen wird. Arthur und der Grompf werden zu besten Freunden und erleben viele Abenteuer zusammen.

## Produktion und Veröffentlichung
Die Serie wurde 2011 von Toon Factory, dem Animationsstudio Agogo Media, sowie dem Lippensynchronisationsstudio SyncMagic  in Frankreich produziert. Dabei sind 52 Folgen entstanden. Erstmals wurde die Serie auf France 3 ausgestrahlt. Zudem wurde die Serie auf DVD veröffentlicht.